# 白宫群英获奖及提名列表
《白宮風雲》是由艾倫·索金創作，並由約翰·威爾斯製作公司（John Wells Productions）與華納兄弟電視公司聯合製作的一部美國政治題材電視連續劇。該劇於1999年9月22日至2006年5月14日期間在NBC電視網首播，共計播出七季156集。 2020年10月15日，HBO Max還播出了一集特別內容。
該劇主要講述了由虛構的美國民主黨總統約書亞·巴特勒在其執政期間內，白宮工作人員的生活。 最初本劇的主演陣容包括羅伯·勞飾演的山姆·西伯恩、莫伊拉·凱利飾演的曼迪·漢普頓、艾莉森·珍妮飾演的C·J·克蕾格、李察·席夫飾演的托比·齊格勒、約翰·斯賓塞飾演的里奧·馬加瑞、布萊德利·惠特福德飾演的喬希·萊曼和馬丁·辛飾演的約書亞·巴特勒。 而隨著劇情的發展，主演陣容又陸續增加了杜勒·希爾飾演的查理·楊、簡·默勒尼飾演的唐娜·摩絲、斯托克德·錢寧飾演的艾碧·巴特勒（Abbey Bartlet）、約書亞·馬利納飾演的威爾·貝利（Will Bailey）、瑪麗·麥克科馬克飾演的凱特·哈珀（Kate Harper）、傑米·史密茲飾演的馬特·桑多斯、亞倫·艾達飾演的阿諾德·維尼克和克莉絲汀·錢諾維斯飾演的安娜貝絲·肖特（Annabeth Schott）。
整體而言，《白宮風雲》從289個提名中獲得100個獎項；其中在黃金時段艾美獎獲得98項提名並榮獲其中27項獎勵。 《白宮風雲》在播出的7季裡，每個播出季都獲得了黃金時段艾美獎最佳戲劇類電視劇集的提名，並在前四個播出季獲得該獎；它與《權力的遊戲》、《山街藍調》、《洛城法網》和《廣告狂人》等並列該類別獲獎最多的劇集。而在該劇播出完結時，它與《山街藍調》並列成為獲得黃金時段艾美獎最多的電視劇，直至最近被《權力的遊戲》超越。 同時《白宮風雲》在第一季播出後就獲得9項艾美獎，創造了電視劇集在單一播出季獲得最多艾美獎的記錄；該記錄直至《權力的遊戲》在2015年以單一播出季獲得12項艾美獎而被打破。 此外，《白宮風雲》還榮膺2項金球獎、3項美國導演工會獎、4項美國製片人協會獎、6項美國演員工會獎和2項美國編劇工會獎。同時該劇還在1999年和2000年兩度榮獲皮博迪獎。
許多出演《白宮風雲》的演員也因其精湛表演而收穫了個人獎項。艾莉森·珍妮憑藉此劇分別獲得兩次最佳女配角和兩次黃金時段艾美獎劇集類最佳女主角，同時還收穫1次衛星獎和2次美國演員工會獎。而李察·席夫、布萊德利·惠特福德、約翰·斯賓塞、斯托克德·錢寧和亞倫·艾達則都曾獲得1次艾美獎最佳配角。而作為一個演出陣容，《白宮風雲》主演團隊曾獲得2次美國演員工會獎劇集類傑出表演團隊和1次衛星獎電視劇集類最佳演出陣容。

## 劇集所獲獎項和提名
| 獎項名                   | 年份   | 提名類別                  | 被提名者                    | 結果 | 備註 |
| ------------------------ | ------ | ------------------------- | --------------------------- | ---- | ---- |
| 美國電影剪輯師協會艾迪獎 | 1999年 | 最佳電視類1小時劇集剪輯獎 | 克里斯托弗·納爾遜（試播集） | 提名 | 示例 |
| 美國電影剪輯師協會艾迪獎 | 2000年 | 最佳電視類1小時劇集剪輯獎 | 蒂娜·赫希（今天會是怎樣）   | 獲獎 | 示例 |
| 美國電影剪輯師協會艾迪獎 | 2002年 | 最佳電視類1小時劇集剪輯獎 | 珍妮特·足立（選舉夜）       | 提名 | 示例 |
| 美國電影剪輯師協會艾迪獎 | 2003年 | 最佳電視類1小時劇集剪輯獎 | 珍妮特·足立（二十五）       | 提名 | 示例 |
| 示例                     | 示例   | 示例                      | 示例                        | 示例 | 示例 |

## 演員所獲艾美獎獎項和提名
| 演員名            | 角色名        | 類別           | 播出季 | 播出季 | 播出季 | 播出季 | 播出季 | 播出季 | 播出季 |
| 演員名            | 角色名        | 類別           | 第一季 | 第二季 | 第三季 | 第四季 | 第五季 | 第六季 | 第七季 |
| ----------------- | ------------- | -------------- | ------ | ------ | ------ | ------ | ------ | ------ | ------ |
| 馬丁·辛           | 約書亞·巴特勒 | 最佳男主角     | 提名   | 提名   | 提名   | 提名   | 提名   | —      | 提名   |
| 李察·席夫         | 托比·齊格勒   | 最佳男配角     | 獲獎   | 提名   | 提名   | —      | —      | —      | —      |
| 約翰·斯賓塞       | 里奧·馬加瑞   | 最佳男配角     | 提名   | 提名   | 獲獎   | 提名   | 提名   | —      | —      |
| 斯托克德·錢寧     | 艾碧·巴特勒   | 最佳女配角     | 提名   | 提名   | 獲獎   | 提名   | 提名   | 提名   | —      |
| 艾莉森·珍妮       | C·J·克蕾格    | 最佳女配角     | 獲獎   | 獲獎   | 不適用 | 不適用 | 不適用 | 不適用 | 不適用 |
| 艾莉森·珍妮       | C·J·克蕾格    | 最佳女主角     | 不適用 | 不適用 | 獲獎   | 提名   | 獲獎   | —      | 提名   |
| 羅伯·勞           | 山姆·西伯恩   | 最佳男主角     | —      | 提名   | —      | —      | —      | —      | —      |
| 布萊德利·惠特福德 | 喬希·萊曼     | 最佳男配角     | —      | 獲獎   | 提名   | 提名   | —      | —      | —      |
| 奧立佛·普雷特     | 奧利佛·巴比什 | 最佳客串男演員 | —      | 提名   | —      | —      | —      | —      | —      |
| 杜勒·希爾         | 查理·楊       | 最佳男配角     | —      | —      | 提名   | —      | —      | —      | —      |
| 簡·默勒尼         | 唐娜·摩絲     | 最佳女配角     | —      | —      | 提名   | —      | 提名   | —      | —      |
| 瑪麗-露易斯·帕克  | 艾米·嘉德娜   | 最佳女配角     | —      | —      | 提名   | —      | —      | —      | —      |
| 馬克·漢蒙         | 西蒙·多諾萬   | 最佳客串男演員 | —      | —      | 提名   | —      | —      | —      | —      |
| 提姆·麥特森       | 約翰·霍因斯   | 最佳客串男演員 | —      | —      | 提名   | 提名   | —      | —      | —      |
| 羅恩·西維爾       | 布魯諾·賈納利 | 最佳客串男演員 | —      | —      | 提名   | —      | —      | —      | —      |
| 馬修·派瑞         | 喬伊·昆西     | 最佳客串男演員 | —      | —      | —      | 提名   | 提名   | —      | —      |
| 亞倫·艾達         | 阿諾德·維尼克 | 最佳男配角     | —      | —      | —      | —      | —      | 提名   | 獲獎   |

### 腳註
1. ↑  艾美獎官方網站只列出了《白宮風雲》獲得了95項提名和26項獎勵。[9] 這其中未列入贏得1項艾美獎的《白宮風雲紀錄片特輯（The West Wing Documentary Special）》和提名2項艾美獎的《白宮風雲特輯：投票利民》。這兩部特輯會在列表中列出。

### 出典
1. ↑  部分颁奖组织不只给一位获奖者颁奖，即设立冠军、亚军和季軍。由于这种情况不等于落败，故这类奖项的亚季军亦计入获奖总数。部分大奖的奖项没有事先公布名单，仅由评审团公布结果。为避免内容出错复杂化，列表中的所有大奖会假定设有提名名单。
2. 1 2  . 全國廣播公司.   [2021-12-09]. （原始内容存档于2001-11-03） （英语）.
3. ↑  Rebecca Iannucci. . 電視線（英语：TVLine）. 2020-08-25  [2021-12-09]. （原始内容存档于2020-09-01） （英语）.
4. ↑  Daniel Fienberg. . 好萊塢報道. 2020-10-15  [2021-12-09]. （原始内容存档于2021-06-29） （英语）.
5. ↑  Jenny Hontz. . Variety. 1999-03-29  [2021-12-09]. （原始内容存档于2020-08-22） （英语）.
6. ↑  Caryn James. . 紐約時報. 1999-09-22: E1  [2021-12-09]. （原始内容存档于2019-12-14） （英语）.
7. ↑  . 全國廣播公司.   [2021-12-09]. （原始内容存档于2006-04-14） （英语）.
8. ↑  . The Futon Critic. 2006-01-22  [2021-12-09]. （原始内容存档于2020-08-22） （英语）.
9. ↑  . 電視藝術與科學學院（英语：Academy of Television Arts & Sciences）.   [2021-12-09]. （原始内容存档于2020-08-01） （英语）.
10. ↑  Nate Jones. . 禿鷲網. 2016-09-18  [2021-12-09]. （原始内容存档于2019-03-27） （英语）.
11. ↑  Laura Prudom. . Variety. 2015-09-20  [2021-12-09]. （原始内容存档于2016-09-01） （英语）.

## 外部連接
- 《白宮風雲》所獲獎項和提名 （页面存档备份，存于）在艾美獎官方網站（英文）
- 《白宮風雲》所獲獎項和提名 （页面存档备份，存于）在IMDb（英文）